# 에스타디오 카스탈리아
에스타디오 카스탈리아(스페인어: Estadio Castalia)는 스페인 발렌시아주 카스테욘도 카스테욘데라플라나에 위치한 다목적 경기장이다. 1987년에 설립되었으며, CD 카스테욘의 홈구장으로 이용되고 있다.